# 第二次ポーランド分割
第二次ポーランド分割（ポーランド語: II rozbiór Polski）は、1793年に行われたポーランド・リトアニア共和国の分割。1792年、ポーランド王スタニスワフ2世アウグストと改革派がポーランド・ロシア戦争でロシア帝国・タルゴヴィツァ連盟連合軍に敗れた。これにより、1793年のグロドノ・セイムにおいて、ポーランドはロシア帝国とプロイセン王国による国土の一部分割を承認せざるを得なくなった。この分割を受けて、ポーランド人は改革派を中心にコシチュシュコの蜂起を起こしたが鎮圧され、1795年の第三次ポーランド分割で完全な国家滅亡を迎えることになる。

## 背景
1717年の沈黙のセイム以降、ポーランド・リトアニア共和国はロシアの事実上の保護国の地位に転落し、1772年にはロシア、プロイセン、ハプスブルク帝国による第一次ポーランド分割を受けた。1790年、ポーランドはロシアからの圧迫をはねのけ再起を図るためにポーランド・プロイセン同盟を締結した。プロイセン側は同盟によってポーランドを自らの勢力圏に組み込もうと考えていたのだが、その意図を読みそこない単にプロイセンを自らの後ろ盾として期待したポーランドは、次々と国内改革を進めていった。1791年、革新的な5月3日憲法が採択され、ブルジョワジーに参政権が与えられ、自由拒否権が廃止されるなどして、レプニン・セイム以降の外国による内政干渉を排除した。しかし周辺国はこうした改革がポーランドの復活と強大化につながると恐れた。しかもこれらの改革はロシアの認可を受けずに進められたので、ポーランドを属国とみなしていたロシア皇帝エカチェリーナ2世の怒りを招き、ポーランドはフランス革命勢力と強い結びつきを持ったジャコビニズムに墜ちたと非難された。1792年、ロシアはポーランド・リトアニア共和国に侵攻した。

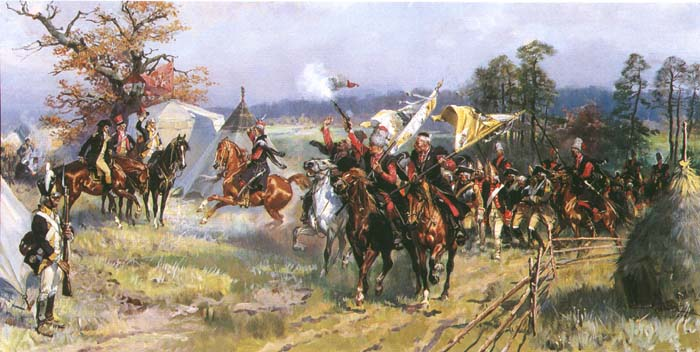
1792年、ジェレンツェの戦いで撤退するポーランド軍（ヴォイチェフ・コッサク画）

ポーランド・ロシア戦争は、5月3日憲法の護持を求める改革派と、ロシア帝国及びそれを招き入れたポーランドの守旧派のマグナート達（タルゴヴィツァ連盟）の連合軍の戦いであった。守旧派は、かつて自分たちが享受していた黄金の自由をロシアが復活させてくれると信じていた。プロイセンに見捨てられたポーランド軍（改革派）は、圧倒的劣勢にありながらユゼフ・ポニャトフスキ大公やタデウシュ・コシチュシュコらの奮戦により幾度かの勝利をおさめたが、突如ポーランド王スタニスワフ2世アウグストがロシアに降伏したことで、彼らの努力は水の泡となった。スタニスワフ2世アウグストはロシアの要求通り、タルゴヴィツァ連盟に加盟して改革を放棄した。
ロシアにとっては、この戦争はポーランドの再分割を狙う領土的野心によるものであり、もともとポーランドを保護国とみなしていたことから、その領土を奪うのに周辺国への配慮は必要ないと考えていた。しかしこれを自国の拡大の好機とみたプロイセン王フリードリヒ・ヴィルヘルム2世が介入し、プロイセンがポーランドとの同盟を破棄してロシアを間接的に助けたことを恩に売り、また第一次対仏大同盟を結成して革命フランスと戦う代償として、プロイセンにもポーランド領の一部を分け与えるよう要求した。プロイセンは同年9月20日にヴァルミーの戦いで敗北を喫しており、その補償としてポーランドの領土を併合することをロシア側も認めていた。そのため、ロシアはプロイセンの要求を速やかに受け入れた。

## 分割条約

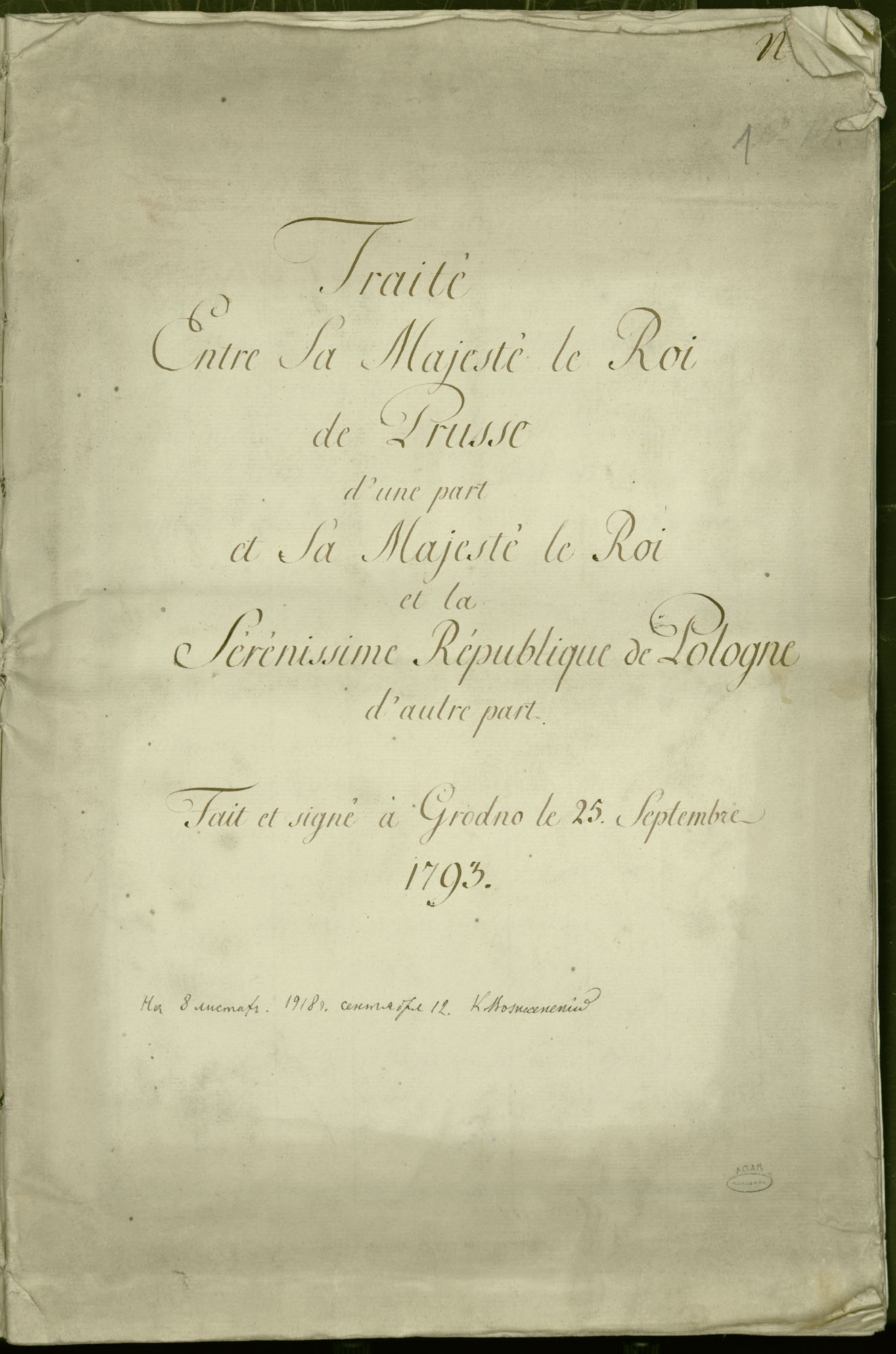
プロイセンとポーランドの間で1793年に結ばれたグロドノ条約（フランス語）

1793年1月23日、プロイセンはロシアと条約を結び、ポーランドの諸改革を放棄させその領土を分割することで合意した。ロシアはすでに獲得予定地を占領しており、後からポーランド西部に侵攻したプロイセン軍もほとんど抵抗を受けなかった。1793年、ロシア軍の監視下でグロドノ・セイムが開かれた。これはポーランド・リトアニア共和国史上最後のセイムであっただけでなく、議員たちがロシアに買収もしくは脅迫されて完全に支配されていたことで悪名高い。ロシアとプロイセンはポーランド人にセイムを開かせ承認を得ることで、分割を法的に正当化したのである。
ロシア帝国は25万㎢、プロイセン王国は5万8000㎢の領土を獲得した。ポーランド・リトアニア共和国は30万7000㎢をうしない、残る領土は21万5000㎢となった。

### ロシアの獲得地
ロシアが獲得した領土は、キエフ県、ブラツワフ県、ポジーリャ県、ミンスク県、ヴィリニュス県の一部、ノヴォグルデク県の一部、ブレスト・リトフスク県の一部、ヴォルィーニ県の一部である。これは7月22日にグロドノ・セイムで承認された。ロシアはこの新領土をミンスク県、イジャスラウ県に再編した。イジャスラウ県は1795年にポジーリャ県とヴォルィーニ県に分割された。

### プロイセンの獲得地
プロイセンが獲得した領土はグダンスク（ダンツィヒ）、トルン、グニェズノ県、ポズナン県、シェラツ県、カリシュ県、プウォツク県、ブジェシチ・クヤフスキ県、イノヴロツワフ県、ドブジン地方、クラクフ県の一部、ラヴァ県の一部、マゾフシェ県の一部である。これはグロドノ・セイムで9月23日もしくは25日に承認された（文献によって差異がある）。プロイセンはこの新領土を南プロイセンに再編した。
ポーランド・リトアニア共和国は約500万人の人口を失い、残る地域には約400万人しか残らなかった。
もはやポーランドは傀儡王を戴く緩衝国となり、ポーランド軍は縮小されロシア軍が各地に駐留するようになった。

## その後
第二次分割が起こるとは予想もせずにロシアに膝を屈したタルゴヴィツァ連盟とスタニスワフ2世アウグストの名声は地に落ちた。一方改革派はポーランド国内で強い支持を受けるようになった。1794年3月、改革派のタデウシュ・コシチュシュコ率いるコシチュシュコの蜂起が勃発した。しかしこの反乱は11月に鎮圧され、最終的に1795年に第三次ポーランド分割が実施され、ポーランド・リトアニア共和国は地上から姿を消した。